# Frank Sinatra

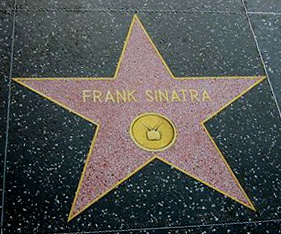
Steaua lui Frank Sinatra pe Hollywood Walk of Fame

Francis Albert „Frank” Sinatra (n. 12 decembrie 1915, Hoboken, New Jersey, SUA – d. 14 mai 1998, Los Angeles, California, SUA) a fost cântăreț, crooner, producător și actor american cu origini italiene, laureat al premiului Academiei Americane de Film pentru cel mai bun actor într-un rol secundar, în 1954, pentru rolul jucat în filmul De aici în eternitate. 
Prima sa apariție a avut loc în 1935, când mama sa a convins un grup local de canto numit 3 Flashes să-l lase să se alăture. Odată cu Sinatra, grupul a devenit cunoscut sub numele de „Cei Patru din Hoboken”.
Și-a început cariera muzicală împreună cu Harry James și Tommy Dorsey. Sinatra a avut succes ca interpret de muzică ușoară în anii 1940, devenind idolul bobby soxer-ilor.  
Cariera sa profesională a stagnat la începutul anilor 1950, dar a revenit în 1954, după ce a câștigat premiul Oscar și un Glob de aur.
Între anii 1951-1957 a fost căsătorit cu Ava Gardner.

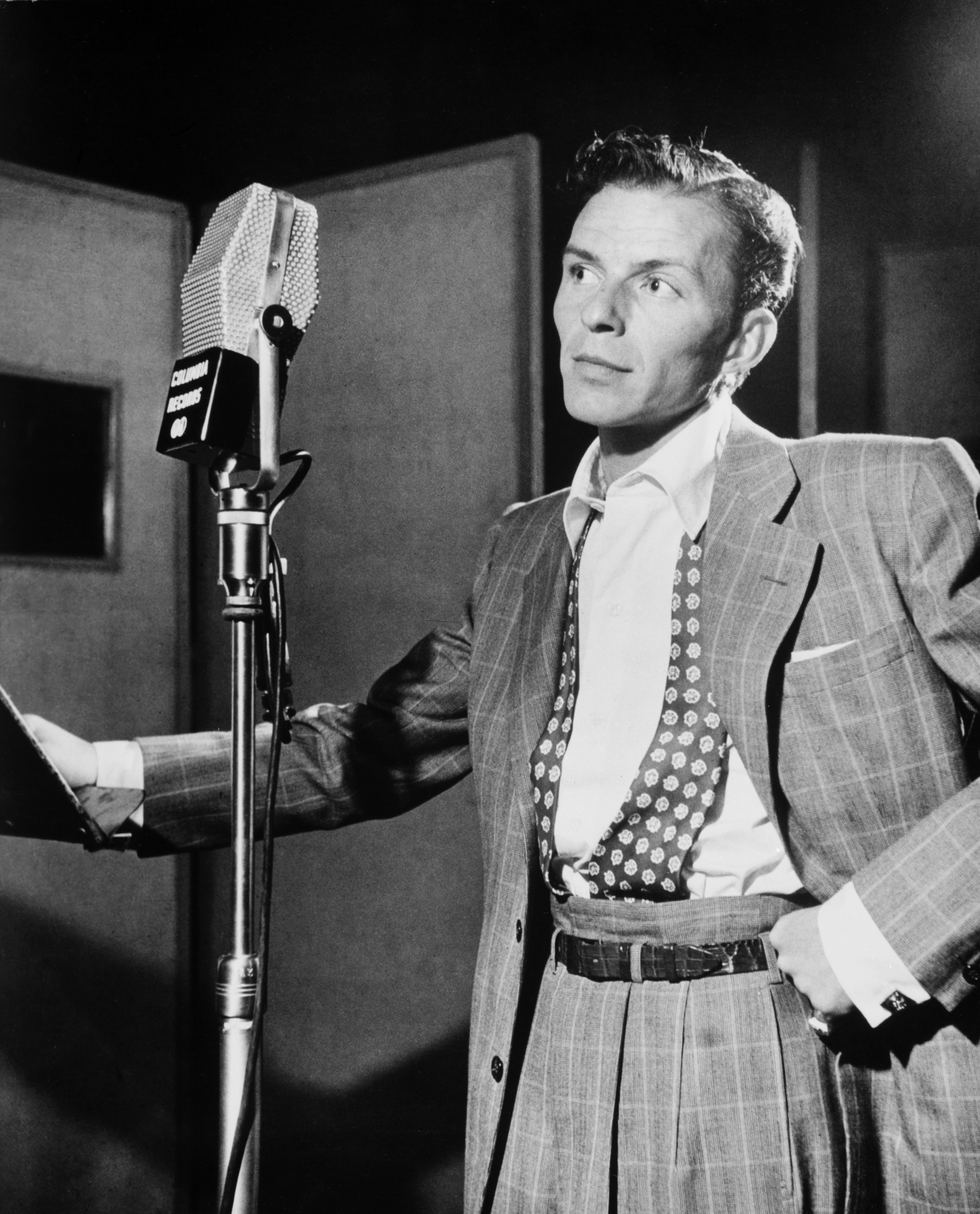
Frank Sinatra, 1947

## Filmografie
- 1944 Step Lively
- 1949 On the Town cu Gene Kelly
- 1953 De aici în eternitate (From Here to Eternity), regia Fred Zinnemann, cu Burt Lancaster
- 1954 Suddenly cu Sterling Hayden
- 1956 High Society cu Bing Crosby
- 1955 Omul cu mâna de aur (The Man with the Golden Arm), regia Otto Preminger, cu Arnold Stang
- 1955 Băieți și fete (Guys and Dolls), regia Joseph L. Mankiewicz, cu Marlon Brando
- 1957 Mândrie și pasiune (The Pride and the Passion), cu Cary Grant
- 1957 Pal Joey, regia George Sidney, cu Rita Hayworth
- 1958 Kings Go Forth cu Natalie Wood
- 1958 Scriitorul, cartoforul și prostituata (Some Came Running), regia Vincente Minnelli, cu Dean Martin
- 1959 O adevărată pacoste (A Hole in the Head), regia Frank Capra, cu Edward G. Robinson
- 1959 Never So Few, regia John Sturges, cu Steve McQueen
- 1960 Can-Can, regia Walter Lang
- 1960 Ocean's 11 and Sergeants 3 cu Rat Pack (Dean Martin, Sammy Davis, Jr., Peter Lawford, și Joey Bishop)
- 1962 Candidatul manciurian (The Manchurian Candidate), regia John Frankenheimer, cu Angela Lansbury
- Meet Danny Wilson

- 1964 Robin și cei șapte hoți din Chicago (Robin and the 7 Hoods), regia Gordon Douglas, cu Bing Crosby
- 1965 Expresul colonelului von Ryan (Von Ryan's Express), regia Mark Robson
- None But the Brave (regizat de Sinatra)
- 1968 Detectivul (The Detective), regia Gordon Douglas, cu Lee Remick
- Come Blow Your Horn cu Lee J. Cobb și Barbara Rush

## Premii și distincții
A primit Medalia Prezidențială pentru Libertate în 1985 și Medalia de Aur a Congresului în 1997. Sinatra a primit unsprezece premii Grammy, inclusiv Premiul Grammy Trustees , Premiul Grammy Legend și Premiul Grammy pentru întreaga carieră. Pentru prestația din „From Here to Eternity” (1953)  a câștigat Premiul Oscar pentru cel mai bun actor în rol secundar. Sinatra a primit și Globul de Aur și premiul Cecil B. DeMille în 1971.